# ويليام ن. دوك
ويليام ن. دوك هو نقابي وسياسي أمريكي، ولد في 12 ديسمبر 1882 في فرجينيا في الولايات المتحدة، وتوفي في 23 أكتوبر 1933 في ماكلين (فرجينيا) في الولايات المتحدة بسبب مرض. نشط حزبياً في الحزب الجمهوري. وقد انتخب وزير العمل الأمريكي.